# كوني هاينز
كوني هاينز (بالإنجليزية: Connie Hines)‏ هي ممثلة أمريكية، ولدت في 24 مارس 1931 في الولايات المتحدة، وتوفيت في 18 ديسمبر 2009 ببيفرلي هيلز في الولايات المتحدة.

## وصلات خارجية
- كوني هاينز على موقع IMDb (الإنجليزية)
- كوني هاينز على موقع ألو سيني (الفرنسية)
- كوني هاينز على موقع أول موفي (الإنجليزية)
- كوني هاينز على موقع إن إن دي بي (الإنجليزية)
- كوني هاينز على موقع قاعدة بيانات الفيلم (الإنجليزية)
- كوني هاينز على موقع كينوبويسك (الروسية)